# كريستين ساندبرغ (لاعبة كرة قدم)
كريستين ساندبرغ (بالنرويجية البوكمول: Kristin Sandberg)‏ هي لاعبة كرة قدم نرويجية، ولدت في 23 مارس 1972. لعبت مع Asker Fotball ‏.

## روابط خارجية
- كريستين ساندبرغ على موقع الاتحاد الدولي (مؤرشف)  (الإنجليزية)
- كريستين ساندبرغ على موقع اتحاد النرويج (النرويجية)
- كريستين ساندبرغ على موقع قاعدة بيانات كرة القدم.إي يو (الإنجليزية)
- كريستين ساندبرغ على موقع عالم كرة القدم.نت (الإنجليزية)